# Liste der Kulturgüter in Cademario
Die Liste der Kulturgüter in Cademario enthält alle Objekte in der Gemeinde Cademario im Kanton Tessin, die gemäss der Haager Konvention zum Schutz von Kulturgut bei bewaffneten Konflikten, dem Bundesgesetz vom 20. Juni 2014 über den Schutz der Kulturgüter bei bewaffneten Konflikten sowie der Verordnung vom 29. Oktober 2014 über den Schutz der Kulturgüter bei bewaffneten Konflikten unter Schutz stehen.
Objekte der Kategorie A sind vollständig in der Liste enthalten, Objekte der Kategorie B sind im Gemeindegebiet nicht ausgewiesen, Objekte der Kategorie C fehlen zurzeit (Stand: 1. Januar 2023).

## Kulturgüter
| Foto |                                                                                     | Objekt | Kat. | Typ | Standort                         | Beschreibung |
| ---- | ----------------------------------------------------------------------------------- | --- | ---- | --- | -------------------------------- | ------------ |
| ja   | Datei hochladen · Wikidata zu Pfarrkirche Sant’Ambrogio mit Schatzkammer (Q3668026) | Pfarrkirche Sant’Ambrogio mit Schatzkammer / Chiesa parrocchiale di Sant’Ambrogio con tesoro KGS-Nr.: 05353 | A    | G   | Via Sant’Ambrogio 713043 / 97725 |              |
| ja   | Datei hochladen · Wikidata zu Forcora, Nekropole der Eisenzeit (Q29527124)          | Forcora, Nekropole der Eisenzeit / Forcora, necropoli dell’età del ferro KGS-Nr.: 10520                     | A    | F   | 711870 / 97150                   |              |